# Ormosia levanidovae
Ormosia levanidovae är en tvåvingeart som beskrevs av Evgenyi Nikolayevich Savchenko 1983. Ormosia levanidovae ingår i släktet Ormosia och familjen småharkrankar. Inga underarter finns listade i Catalogue of Life.